# Campionat de Catalunya d'handbol femení
El Campionat de Catalunya d'handbol femení, disputat en la modalitat de set jugadors, fou una competició esportiva de clubs d'handbol catalans, creat durant la dècada de 1950. De caràcter anual, fou organitzat per la Federació Catalana d'Handbol.

## Història
L'handbol femení començà a ser practicat a Catalunya dins dels diversos organismes esportius que formaven part de l'anomenat Movimiento Nacional, com eren la Sección Femenina del Frente de Juventudes, o el Sindicato Español Universitario.
El dia 11 de març de 1953 es publicà al diari El Mundo Deportivo un article breu anunciant la creació d'un torneig femení d'handbol de set, organitzat per la Federació Catalana, amb el nom de Copa President, tot i que a la premsa també s'hi refereixen com a Campionat de Catalunya, motiu pel qual s'ha inclòs dins del palmarès.
| « | COPA PRESIDENT A SET PER A LA CATEGORIA FEMENINA També se celebrarà un Torneig de Lliga per a les categories femenines en la modalitat de set jugadores. Podran participar-hi quants equips presentin la seva inscripció abans de dia vint-i-un, als locals de la Federació Catalana. | » |

La competició es disputà entre el 12 d'abril i el 10 de maig i hi van prendre part els equips SEU, Juventud Femenina (d'Acció Catòlica), Sección Femenina, Escuela de Modisteria, ACES i Colegio Mayor.
El més de desembre de 1953 començà una nova edició de la Copa President d'handbol per a equips femenins amb la participació del Liceu Francès, club que més tard destacarà al campionat com a Hispano Francès, i dos equips del SEU (A i B). El SEU es proclamà campió amb el Liceu Francès segon classificat. A continuació es disputà el Campionat de Catalunya amb els equips que havien jugat la Copa President anterior (excepte el SEU B), que fou guanyat per l'equip del Liceu.
La temporada 1954-55 començà amb la disputa del Campionat de Catalunya, on trobem el CE Hispano Francès, com a continuador del Liceu Francès. El campió fou el SEU amb l'Hispano segon. Com a final de temporada es jugà una nova edició de la Copa President amb l'Hispano Francès com a campió i el SEU segon classificat.
La temporada 1955-56 mantingué el format de l'anterior, amb el Campionat de Catalunya i la Copa President al final de temporada. Al campionat català apareix el club Hogar Montserrat. SEU i Hispano empataren al final del campionat en la primera posició. Ambdós clubs havien de disputar un partit de desempat, però segons una publicació posterior de Mundo Deportivo, sembla que aquest partit no es va disputar (o es desconeix el desenllaç).
La temporada 1956-57 va veure un increment dels clubs participants, amb els nous equips Arrahona de Sabadell, CD Sarrià, Olímpic La Garriga i Batanga. La competició va rebre les denominacions de Campionat de Catalunya o Copa President indistintament.
La temporada 1957-58 es produí un canvi significatiu en el campionat. L'històric SEU deixà de competir i en el seu lloc es va inscriure el Club Esportiu Universitari, club que se'n pot considerar successor. Precisament el CEU fou el campió final, per davant de l'Hispano.
L'handbol femení creixia a la comarca del Vallès. La temporada 1958-59 s'inscriuen al campionat l'Artextil de Sabadell i el Frente de Juventudes de Parets. No hi ha molta informació sobre la conclusió d'aquest campionat. Segons una entrevista feta a Maria Dolors Gimbernat a El Mundo Deportivo del dia 13 de juny de 1963, el campió final fou la Secció Femenina. D'altra banda, els dos grans dominadors de l'handbol femení fins aleshores, CE Universitari i CE Hispano Francès, no participaran en el campionat de la temporada següent.
A partir de 1959 el campionat fou conegut com a Campionat Provincial de Barcelona, amb motiu de la descentralització que moltes federacions catalanes van patir en aquella època.
Com s'ha comentat anteriorment, la temporada 1959-60 destaca per l'absència de l'Hispano i l'equip universitari. En el seu lloc apareix novament un equip del Liceu Francès, i el club que serà el gran dominador de l'handbol català dels propers anys, el Picadero Jockey Club. La temporada 1960-61 veu la tornada de l'Universitari i de l'Hispano Francès (substituint el Liceu) a la competició. També s'hi inscriu l'Institut Verdaguer, entre d'altres.
L'any 1961 l'equip de la Secció Femenina es transforma en Club Medina de Barcelona. L'any següent s'inscriu al campionat el Centre d'Esports Sabadell, possiblement amb les jugadores de l'Artextil, que abandonà la competició.
La temporada 1963-64 començà amb el transvasament de la majoria de jugadores del Club Medina al Picadero JC, com per exemple Marta Canosa, Mercè Arque o Dolors Gimbernat, entre d'altres. Per aquest motiu, el club de l'avinguda de Sarrià esdevingué el gran dominador de l'handbol català durant els anys següents. A més, el Picadero JC participà en aquest campionat amb un equip B que rebé el nom de Gigantes. A partir de la temporada 1964-65 apareixen al campionat clubs com la Companyia Roca Radiadors de Gavà, el CN Poble Nou, l'Haracuas de Sabadell o el GE SEAT, habituals del campionat català fins als anys setanta. La temporada 1967-68 van arribar a participar fins a quinze equips al campionat català. A partir de la temporada següent, el campionat es separa en dues divisions, la primera categoria amb els vuit clubs més poderosos i una segona categoria, on trobem clubs com Granollers, Gallina Blanca, Asepeyo, Artilene, La Roca, Molins de Rei o Institut Verdaguer.
La temporada 1971-72 veu com dos clubs històrics, el Club Medina i el Picadero Jockey Club, abandonen el campionat. Pren el relleu amb força l'equip de l'Asepeyo, dirigides per Mercè Arqué, que fins aquesta temporada jugava a la segona categoria. La temporada 1972-73 es produeixen canvis organitzatius. Es canvia el format del Campionat d'Espanya. Els campions i finalistes provincials disputaren unes fases sectorials d'on sortiren vuit equips que disputaren l'anomenada I Liga Nacional de Balonmano Femenino. Fou un campionat de transició per a la creació d'una lliga estatal amb ascensos i descensos. Pel que fa al campionat provincial de Barcelona, es tornà a una màxima categoria amb dos grups, on els dos primers de cada grup disputaren una fase final amb semifinals i final pel títol.
La temporada 1973/74 es disputà per primer cop una lliga estatal amb equips que no provenien dels campionats provincials. A partir d'aquesta temporada els campionats provincials passen a ser classificatoris per la segona divisió estatal. L'handbol femení català anava de baixa. Sabadell i Asepeyo també es donen de baixa del campionat i la majoria de jugadores passen al GE Seat, que esdevingué un dels principals clubs de Catalunya durant els anys següents. La temporada 1974-75 el GE Seat disputa la lliga estatal (per segon any consecutiu) i no el campionat provincial. Fou el darrer any que un club català jugà a la primera divisió espanyola fins a la temporada 1978-79.
La temporada 1976-77 s'inicia amb la desaparició del Seat, el darrer campió, i amb el canvi de nom de l'Haracuas de Sabadell pel de Mery. A partir de la temporada 1978-79, amb l'ascens del Rancho a Primera Divisió estatal, sempre trobem algun club català en categoria superior, per la qual cosa, el campionat provincial deixa de poder ser el Campionat de Catalunya de facto.

## Historial
| En negreta = Equip guanyador (1) = Nombre de títols |
| Temporada amb un equip català en categoria superior |

| Edició | Temp.   | Campió                         | Subcampió                            | refs          |
| ------ | ------- | ------------------------------ | ------------------------------------ | ------------- |
| I      | 1953    | SEU (1)                        |                                      | [ 2 ]         |
| II     | 1953-54 | Liceu Francès (1)              | SEU                                  | [ 30 ] [ 31 ] |
| III    | 1954-55 | SEU (2)                        | CE Hispano Francès                   | [ 32 ]        |
| IV     | 1955-56 | SEU (3) CE Hispano Francès (2) | N/D                                  | [ 9 ]         |
| V      | 1956-57 | SEU (4)                        | CE Hispano Francès                   | [ 11 ]        |
| VI     | 1957-58 | CE Universitari (5)            | CE Hispano Francès                   | [ 13 ]        |
| VII    | 1958-59 | Sección Femenina (1)           |                                      | [ 18 ]        |
| VIII   | 1959-60 | Sección Femenina (2)           | Picadero JC                          | [ 33 ]        |
| IX     | 1960-61 | Sección Femenina (3)           | CE Universitari                      | [ 16 ] [ 34 ] |
| X      | 1961-62 | Club Medina (4)                | Artextil de Sabadell CE Universitari | [ 17 ]        |
| XI     | 1962-63 | CE Sabadell (1)                | Club Medina                          | [ 18 ]        |
| XII    | 1963-64 | Picadero JC (1)                | CE Sabadell                          | [ 35 ] [ 36 ] |
| XIII   | 1964-65 | Picadero JC-Damm (2)           | CE Sabadell                          | [ 37 ] [ 38 ] |
| XIV    | 1965-66 | Picadero JC-Damm (3)           | CE Universitari                      | [ 39 ]        |
| XV     | 1966-67 | Picadero JC-Damm (4)           |                                      |               |
| XVI    | 1967-68 | Picadero JC-Damm (5)           | CE Universitari                      | [ 40 ]        |
| XVII   | 1968-69 | Picadero JC-Damm (6)           | Club Medina                          | [ 41 ] [ 42 ] |
| XVIII  | 1969-70 | Picadero JC-Damm (7)           | CE Sabadell                          | [ 43 ] [ 44 ] |
| XIX    | 1970-71 | Picadero JC-Damm (8)           | CE Universitari                      | [ 45 ] [ 46 ] |
| XX     | 1971-72 | CE Sabadell (2)                | Asepeyo                              | [ 47 ] [ 48 ] |
| XXI    | 1972-73 | CE Sabadell (3)                | Institut Verdaguer                   | [ 49 ] [ 50 ] |
| XXII   | 1973-74 | CE Universitari (6)            | GE Seat                              | [ 51 ]        |
| XXIII  | 1974-75 | CE Universitari (7)            | Joventut de Mataró                   | [ 52 ] [ 53 ] |
| XXIV   | 1975-76 | GE Seat (1)                    | Joventut de Mataró                   | [ 54 ]        |
| XXV    | 1976-77 | Joventut de Mataró (1)         | Rancho de Castelldefels              | [ 55 ]        |
| XXVI   | 1977-78 | Rancho de Castelldefels (1)    | SAPS                                 | [ 56 ] [ 57 ] |

## Palmarès
| Equip                              | Campió | Subcampió | Anys campió                                                            | Anys subcampió                                       |
| ---------------------------------- | ------ | --------- | ---------------------------------------------------------------------- | ---------------------------------------------------- |
| Picadero Jockey Club               | 8      | 1         | 1963-64, 1964-65, 1965-66, 1966-67, 1967-68, 1968-69, 1969-70, 1970-71 | 1959-60                                              |
| Club Esportiu Universitari         | 7      | 6         | 1953, 1954-55, 1955-56, 1956-57, 1957-58, 1973-74, 1974-75             | 1953-54, 1960-61, 1961-62, 1965-66, 1967-68, 1970-71 |
| Club Medina de Barcelona           | 4      | 2         | 1958-59, 1959-60, 1960-61, 1961-62                                     | 1962-63, 1968-69                                     |
| Centre d'Esports Sabadell          | 3      | 3         | 1962-63, 1971-72, 1972-73                                              | 1963-64, 1964-65, 1969-70                            |
| Club Esportiu Hispano Francès      | 2      | 3         | 1953-54, 1955-56                                                       | 1954-55, 1956-57, 1957-58                            |
| Club Joventut Handbol Mataró       | 1      | 2         | 1976-77                                                                | 1974-75, 1975-76                                     |
| Grupo de Empresa Seat              | 1      | 1         | 1975-76                                                                | 1973-74                                              |
| Club Rancho de Castelldefels       | 1      | 1         | 1977-78                                                                | 1976-77                                              |
| Polideportivo Artextil de Sabadell | 0      | 1         | —                                                                      | 1961-62                                              |
| Asepeyo                            | 0      | 1         | —                                                                      | 1971-72                                              |
| Institut Verdaguer                 | 0      | 1         | —                                                                      | 1972-73                                              |
| Balonmano SAPS                     | 0      | 1         | —                                                                      | 1977-78                                              |

## Equips participants
| : Primera categoria — : Segona Categoria |

| Club \ Edició           | 53 | 54 | 55 | 56 | 57 | 58 | 59 | 60 | 61 | 62 | 63 | 64 | 65 | 66 | 67 | 68 | 69 | 70 | 71 | 72 | 73 | 74 | 75 | 76 | 77 |
| ----------------------- | -- | -- | -- | -- | -- | -- | -- | -- | -- | -- | -- | -- | -- | -- | -- | -- | -- | -- | -- | -- | -- | -- | -- | -- | -- |
| SEU / CEU               | 1  | 1  | 1  | 1  | 1  | 1  | 1  |    | 1  | 1  | 1  |    | 1  | 1  | 1  | 1  | 1  | 1  | 1  | 1  | 1  | 1  | 1  | 1  | 1  |
| Sec. Fem. / Medina      | 1  | 1  | 1  | 1  | 1  | 1  | 1  | 1  | 1  | 1  | 1  | 1  | 1  | 1  | 1  | 1  | 1  | 1  | 1  |    |    |    |    |    |    |
| Juventud Femenina       | 1  |    |    |    |    |    |    |    |    |    |    |    |    |    |    |    |    |    |    |    |    |    |    |    |    |
| Escuela Modisteria      | 1  | 1  | 1  | 1  |    |    |    |    |    |    |    |    |    |    |    |    |    |    |    |    |    |    |    |    |    |
| ACES                    | 1  | 1  | 1  | 1  | 1  | 1  | 1  | 1  | 1  | 1  |    |    |    | 1  | 1  | 1  | 1  |    |    |    |    |    |    |    |    |
| Colegio Mayor           | 1  |    |    |    |    |    |    |    |    |    |    |    |    |    |    |    |    |    |    |    |    |    |    |    |    |
| Liceu / Hispano F.      |    | 1  | 1  | 1  | 1  | 1  | 1  | 1  | 1  |    |    |    |    |    |    |    |    |    |    |    |    |    |    |    |    |
| Hogar Montserrat        |    |    |    | 1  | 1  | 1  | 1  |    |    |    |    |    |    |    |    |    |    |    |    |    |    |    |    |    |    |
| CD Sarrià               |    |    |    |    | 1  | 1  | 1  |    |    |    |    |    |    |    |    |    |    |    |    |    |    |    |    |    |    |
| Olímpic La Garriga      |    |    |    |    | 1  |    |    |    |    |    |    |    |    |    |    |    |    |    |    |    |    |    |    |    |    |
| Batanga                 |    |    |    |    | 1  | 1  |    |    |    |    |    |    |    |    |    |    |    |    |    |    |    |    |    |    |    |
| Arrahona                |    |    |    |    | 1  | 1  | 1  | 1  |    |    |    |    |    |    |    |    |    |    |    |    |    |    |    |    |    |
| FJ Parets               |    |    |    |    |    |    | 1  |    |    |    |    |    |    |    |    |    |    |    |    | 1  | 1  |    |    |    |    |
| Artextil / Artilene     |    |    |    |    |    |    | 1  | 1  | 1  | 1  |    |    |    |    |    |    | 1  | 1  | 1  |    |    |    |    |    |    |
| Picadero JC             |    |    |    |    |    |    |    | 1  | 1  | 1  | 1  | 1  | 1  | 1  | 1  | 1  | 1  | 1  | 1  |    |    |    |    |    |    |
| Productoras de la SF    |    |    |    |    |    |    |    |    | 1  |    |    |    |    |    |    |    |    |    |    |    |    |    |    |    |    |
| UE Horta                |    |    |    |    |    |    |    |    | 1  |    |    |    |    |    |    |    |    |    |    |    |    |    |    |    |    |
| Institut Verdaguer      |    |    |    |    |    |    |    |    | 1  | 1  |    | 1  | 1  | 1  | 1  | 1  | 1  |    | 1  | 1  | 1  | 1  | 1  | 1  | 1  |
| Peritos Industriales    |    |    |    |    |    |    |    |    | 1  |    |    |    |    |    |    |    |    |    |    |    |    |    |    |    |    |
| Sant Joan Despí         |    |    |    |    |    |    |    |    |    | 1  | 1  |    |    |    |    | 1  |    |    |    |    |    |    |    |    |    |
| CE Sabadell             |    |    |    |    |    |    |    |    |    |    | 1  | 1  | 1  | 1  | 1  | 1  | 1  | 1  | 1  | 1  | 1  |    |    |    |    |
| Gravina                 |    |    |    |    |    |    |    |    |    |    | 1  |    |    |    |    |    |    |    |    |    |    |    |    |    |    |
| Sant Feliu              |    |    |    |    |    |    |    |    |    |    | 1  | 1  |    |    |    |    |    |    |    |    |    |    |    |    |    |
| Airón                   |    |    |    |    |    |    |    |    |    |    | 1  |    |    |    |    |    |    |    |    |    |    |    |    |    |    |
| Gavà / Arampruyà / Roca |    |    |    |    |    |    |    |    |    |    |    | 1  | 1  | 1  | 1  | 1  | 1  | 1  | 1  | 1  | 1  | 1  | 1  | 1  | 1  |
| Sil                     |    |    |    |    |    |    |    |    |    |    |    | 1  |    |    |    |    |    |    |    |    |    |    |    |    |    |
| Jesús Maria             |    |    |    |    |    |    |    |    |    |    |    | 1  |    |    |    |    |    |    |    |    |    |    |    |    |    |
| CN Poble Nou            |    |    |    |    |    |    |    |    |    |    |    | 1  | 1  | 1  | 1  | 1  | 1  | 1  |    |    |    |    |    |    |    |
| Gigantes                |    |    |    |    |    |    |    |    |    |    |    | 1  |    |    |    |    |    |    |    |    |    |    |    |    |    |
| Haracuas / Mery Sab.    |    |    |    |    |    |    |    |    |    |    |    |    | 1  | 1  | 1  | 1  | 1  | 1  | 1  | 1  | 1  | 1  | 1  | 1  | 1  |
| Palautordera            |    |    |    |    |    |    |    |    |    |    |    |    |    | 1  | 1  |    |    |    |    |    |    |    |    |    |    |
| GE SEAT                 |    |    |    |    |    |    |    |    |    |    |    |    |    |    | 1  | 1  | 1  | 1  | 1  | 1  | 1  | 1  |    | 1  |    |
| Sant Fost               |    |    |    |    |    |    |    |    |    |    |    |    |    |    | 1  |    |    |    |    |    |    |    |    |    | 1  |
| Granollers              |    |    |    |    |    |    |    |    |    |    |    |    |    |    |    | 1  | 1  | 1  | 1  | 1  | 1  |    |    |    |    |
| La Roca Vallès          |    |    |    |    |    |    |    |    |    |    |    |    |    |    |    | 1  | 1  | 1  | 1  | 1  | 1  | 1  | 1  | 1  |    |
| La Garriga              |    |    |    |    |    |    |    |    |    |    |    |    |    |    |    | 1  |    |    |    |    |    |    |    |    |    |
| EBAC Molins de Rei      |    |    |    |    |    |    |    |    |    |    |    |    |    |    |    | 1  | 1  | 1  | 1  | 1  | 1  | 1  | 1  | 1  | 1  |
| Gallina Blanca          |    |    |    |    |    |    |    |    |    |    |    |    |    |    |    |    | 1  | 1  | 1  |    |    |    |    |    |    |
| Asepeyo                 |    |    |    |    |    |    |    |    |    |    |    |    |    |    |    |    | 1  | 1  | 1  | 1  |    |    |    |    |    |
| Joventut Mataró         |    |    |    |    |    |    |    |    |    |    |    |    |    |    |    |    |    |    | 1  | 1  | 1  | 1  | 1  | 1  | 1  |
| Cornellà                |    |    |    |    |    |    |    |    |    |    |    |    |    |    |    |    |    |    |    | 1  |    |    |    |    |    |
| La Salle Nerva          |    |    |    |    |    |    |    |    |    |    |    |    |    |    |    |    |    |    |    | 1  | 1  | 1  | 1  | 1  |    |
| Universitari B          |    |    |    |    |    |    |    |    |    |    |    |    |    |    |    |    |    |    |    | 1  |    |    | 1  | 1  |    |
| Sant Just               |    |    |    |    |    |    |    |    |    |    |    |    |    |    |    |    |    |    |    |    | 1  | 1  |    |    |    |
| OAR Gràcia              |    |    |    |    |    |    |    |    |    |    |    |    |    |    |    |    |    |    |    |    | 1  | 1  | 1  | 1  | 1  |
| Rancho                  |    |    |    |    |    |    |    |    |    |    |    |    |    |    |    |    |    |    |    |    |    | 1  | 1  | 1  | 1  |
| Igualada                |    |    |    |    |    |    |    |    |    |    |    |    |    |    |    |    |    |    |    |    |    | 1  |    |    |    |
| OJE Martorell           |    |    |    |    |    |    |    |    |    |    |    |    |    |    |    |    |    |    |    |    |    | 1  | 1  | 1  | 1  |
| CD Barceloneta          |    |    |    |    |    |    |    |    |    |    |    |    |    |    |    |    |    |    |    |    |    | 1  | 1  | 1  | 1  |
| Esplugues               |    |    |    |    |    |    |    |    |    |    |    |    |    |    |    |    |    |    |    |    |    |    | 1  | 1  | 1  |
| Cia. Contadores         |    |    |    |    |    |    |    |    |    |    |    |    |    |    |    |    |    |    |    |    |    |    | 1  |    |    |
| Ca N'Oriach             |    |    |    |    |    |    |    |    |    |    |    |    |    |    |    |    |    |    |    |    |    |    |    | 1  | 1  |
| Esparreguera            |    |    |    |    |    |    |    |    |    |    |    |    |    |    |    |    |    |    |    |    |    |    |    | 1  |    |
| Joventut Mataró B       |    |    |    |    |    |    |    |    |    |    |    |    |    |    |    |    |    |    |    |    |    |    |    | 1  |    |
| SAPS                    |    |    |    |    |    |    |    |    |    |    |    |    |    |    |    |    |    |    |    |    |    |    |    |    | 1  |
| AE Sarrià               |    |    |    |    |    |    |    |    |    |    |    |    |    |    |    |    |    |    |    |    |    |    |    |    | 1  |
| Handbol Berga           |    |    |    |    |    |    |    |    |    |    |    |    |    |    |    |    |    |    |    |    |    |    |    |    | 1  |
| BM Lloret               |    |    |    |    |    |    |    |    |    |    |    |    |    |    |    |    |    |    |    |    |    |    |    |    | 1  |